# Еудженио ди Савоя (лек крайцер, 1935)
Еудженио ди Савоя (на италиански: Eugenio di Savoia, Евгений Савойски), впоследствие Ели II (на гръцки: Κ/Δ Έλλη II) е лек крайцер на италианския флот от времето на Втората световна война. Втори кораб на серията крайцери тип „Дука д'Аоста“. Името си носи в чест на легендарния италиански и австрийски военачалник Евгений Савойски. Предаден е като репарация на Гърция през юли 1950 г., и е преименуван на „Ели II“ (в чест на крайцера „Ели“, който е наречен така в чест на битката при Ели) и е в състава на ВМС на Гърция до 1973 г.

## История на службата
Крайцерът „Еудженио ди Савоя“ е заложен в корабостроителницата на „Ансалдо“ на 6 юли 1933 г., спуснат е на вода на 16 март 1935 г. В състава на КВМС на Италия е въведен на 16 януари 1936 г. За първи път е приведен в бойна готовност през 1937 г. по време на Гражданската война в Испания: На 13 февруари 1937 г. крайцера организира бомбардировка на Барселона, което води до 18 цивилни жертви.
От 1938 до 1939 г. „Еудженио ди Савоя“ носи служба в 7-ма крайцерска дивизия, през март 1939 г. е пребазиран в Специя. От 1940 до 1943 г. участва в няколко големи сражения: битката при Калабрия, операция „Харпун“ по ликвидацията на разрушителя „Бедуин“ и операция „Пиедестал“. На 4 декември 1942 г. в Неапол крайцерът е атакуван от американската авиация и получава тежки повреди. През 1943 г., след капитулацията на Италия, „Еудженио ди Савоя“ е интерниран в Суец, където се използва като учебен кораб.
През 1950 г. крайцерът е продаден на Гърция като военна репарация, където е преименували на „Ели II“ в памет за сражението при нос Ели с турския флот. През юни 1951 г. на кораба е издигнат гръцкия флаг: на този кораб крал Павлос I извършва държавни посещения в Турция, Югославия, Франция и Ливан. През 1965 г. корабът е изведен от състава на флота и е преправен в плаващ затвор. През 1973 г. той е продаден за скрап.